# مقاطعة مينودشت
مقاطعة مينودشت (بالفارسية: شهرستان مینودشت) هي إحدى مقاطعات محافظة غلستان في إيران. عاصمة المقاطعة هي مينودشت. في عام 2006، بلغ التعداد السكاني (متضمنًا الأجزاء التي انفصلت مكونة مقاطعة غاليكش) 126,676 نسمة في 30,791 عائلة، وباستثناء هذه الأجزاء بلغ التعداد 69,272 نسمة في 17,085 عائلة.